# Christina Robertson
Christina Robertson (Kinghorn, 17. prosinca 1796. – Sankt-Peterburg, 30. travnja 1854.) bila je škotska slikarica.

## Životopis
Rođena Christina Saunders, odrasla je u Škotskoj, a zatim se preselila u London raditi sa svojim stricom koji je bio uspješan portretist. Postala je etablirana umjetnica i 1828. otvorila vlastiti studio. Sljedeće godine postala je članica Kraljevske Škotske Akademije, prva žena koja je to učinila. Između 1829. i 1845. izlagala bi na Akademiji šest puta.
Christina Robertson je posjetila Pariz 1837. godine, a tijekom boravka slikala je portrete za nekoliko ruskih aristokrata. To ju je dovelo do sudjelovanja na izložbi u Sankt-Peterburgu 1839. godine. Njezini su radovi dobro prihvaćeni i tako je sljedeće godine pozvana u rusku prijestolnicu da slika portrete cara Nikole I i carice Aleksandre Feodorovne. Nakon što se vratila kući, 1841. godine postala je članica Carske Akademije Umjetnosti u Sankt-Peterburgu. Više je puta putovala natrag na ruski dvor i tamo napravila brojne portrete, uključujući mnoge za kraljevsku obitelj. Budući da je bila tamo kad je preminula 1854. godine, pokopana je na mjesnom groblju Volkovskoe.
Mnoge njezine slike danas se nalaze u ruskim muzejima, uključujući Puškinov muzej i Državni muzej Ermitaž.